# Nagiso
Nagiso (jap. 南木曽町 Nagiso-machi) – miasto w Japonii, na wyspie Honsiu, w prefekturze Nagano. Według danych na rok 2020 miejscowość zamieszkiwało 3 915 mieszkańców , a gęstość zaludnienia wyniosła 18,1 os./km².